# Kayan (département)
Ne doit pas être confondu avec Kaya (département) ou Kayao (département).
Pour les articles homonymes, voir Kayan.
Cet article concerne le département et la commune rurale. Pour le village chef-lieu, voir Kayan.
Kayan est un département et une commune rurale de la province du Kénédougou, situé dans la région des Hauts-Bassins au Burkina Faso.
En 2006, le dernier recensement comptabilise 19 786 habitants.

## Villes
Le département se compose d'un chef-lieu:
- Kayan

et de 16 villages:
| - Dionkélé - Doro - Fofara - Karamassasso - Kouroumani - N'Dana | - N'Dosso - N'Gorolani - Niéna - Ouéré - Séyé | - Sien - Sokourani - Téoulé - Tigan - Zangassoni |